# Condado de San Bernardino
O condado de San Bernardino (em inglês:  San Bernardino County) é um dos 58 condados do estado americano da Califórnia. A sede e cidade mais populosa do condado é San Bernardino.
O padre Francisco Dumetz nomeou estas terras de San Bernardino em 1810, em honra de São Bernardino de Siena, cujo dia de festa é 20 de maio. O condado foi formado com partes do Condado de Los Angeles, sendo fundado em 26 de abril de 1853, e algumas terras foram depois transferidas para o Condado de Riverside em 1893.
Com quase 2,2 milhões de habitantes, de acordo com o censo nacional de 2020, é o quinto condado mais populoso do estado e o 14º mais populoso do país. Vive no condado 5,5% da população total da Califórnia.

## Geografia
De acordo com o Departamento do Censo dos Estados Unidos, o condado possui uma área de 52 072,3 km², dos quais 51 975,9 km² estão cobertos por terra e 96,4 km² (0,2%) por água.
É o condado com a maior extensão territorial da Califórnia e de todos os Estados Unidos, se não se incluírem as subdivisões administrativas do Alasca. Sua extensão territorial é maior do que os nove estados mais pequenos do país, do que os quatro menores juntos, e maior também do que 70 estados soberanos.

## Demografia
Desde 1900, o crescimento populacional médio do condado, a cada dez anos, é de 46,7%.

### Censo de 2020
Segundo o censo nacional de 2020, o condado possui uma população de 2 181 654 habitantes e uma densidade populacional de 42,0 hab/km². Seu crescimento populacional na última década foi de 7,2%, acima da média estadual de 6,1% É o quinto condado mais populoso da Califórnia e o 14º mais populoso dos Estados Unidos.
Possui 731 899 residências que resulta em uma densidade de 14,1 residências/km² e um aumento de 4,6% em relação ao censo anterior. Deste total, 8,8% das unidades habitacionais estão desocupadas. A média de ocupação é de 3,0 pessoas por residência.

### Censo de 2010
Segundo o censo nacional de 2010, o condado possui uma população de 2 035 210 habitantes e uma densidade populacional de 39,1 hab/km². Possui 699 637 residências que resulta em uma densidade de 13 residências/km².
Das 24 localidades incorporadas no condado, San Bernardino é a mais populosa, com 209 924 habitantes, enquanto que Montclair é a mais densamente povoada, com 2 564 hab/km². Needles é a menos populosa, com 4 844 habitantes. De 2000 para 2010, a população de Victorville cresceu 81% e a de Big Bear Lake reduziu em quase 8%. Apenas 5 cidades possuem população superior a 100 mil habitantes.